# Кроноцко језеро
Кроноцко језеро (рус. Кроноцкое озеро) је језеро у Русији. Налази се на територији Камчатске области. Површина језера износи 200 km².